# 伊斯蘭教與動物
在伊斯蘭教裡，《古蘭經》指示穆斯林要善待動物，不要虐待牠們。雖然牠們不是以人類的語言表達，但所有生物都被認為會讚美真主。
《古蘭經》明確表明允許穆斯林進食某些清真肉類。雖然有一些蘇非派穆斯林奉行素食主義，但在現代及傳統的伊斯蘭教文獻裡都難以找到有關素食的論述。某些動物經過特定的屠宰方式之後可供食用。根據伊斯蘭教法，被電擊致死的動物不能食用，但可以通過電擊使牠們失去意識，從而使牠們在感受不到痛苦的情況下被宰殺。根據英國廣播公司（BBC）的報導，在英國的大部分清真肉類都是經過這種屠宰方式處理，但有人批評這些屠宰方式過於殘暴及漫長。
伊斯蘭教禁止進食豬肉、腐肉及以真主以外的名義進行屠宰的動物。因為《可蘭經》规定：「你們應當吃那誦真主之名而宰的」。

## 起源
在前伊斯蘭阿拉伯，貝都因人與其他民族一樣用動物來形象化人類的品格和缺陷，例如公雞代表慷慨、蜥蜴代表背信棄義、鴇代表愚笨、獅子代表勇敢、猪代表肮脏。由於來自前伊斯蘭阿拉伯的資料指出阿拉伯部落經常以月亮、太陽及動物的名稱命名，而月亮及太陽明顯地被他們當作神靈崇拜，因此神學家羅伯遜·史密斯假定動物也有同樣的地位，從而指出有些阿拉伯部落有崇拜圖騰的習俗。一些阿拉伯部落相信靈魂就像一種類似貓頭鷹的鳥類，當一個人死後，靈魂從頭上破體而出，呈現鳥類的形態盤旋在遺體埋葬之處的附近，被殺者的靈魂甚至會尖叫聲言復仇。雖然穆罕默德不承認這種信仰，但它以另一些形式保留在伊斯蘭教之內，例如《古蘭經》就說道：「在大地上行走的獸類和用两翼飛翔的鳥類，都跟你們一樣，各有種族的。」

## 古蘭經
雖然《古蘭經》裡有超過200節經文提到動物，五個蘇拉（篇章）以動物命名，但動物並非《古蘭經》的主要議題，阿拉伯語裡的動物一詞（haywan，眾數haywanat）只出現過一次。與此相對，指稱家禽或牲畜的「安阿姆」（'an'am，眾數na'am）一詞卻出現了33次，用以指稱人類以外生物的「達巴」（dābba）則出現了18次。《古蘭經》裡所述的動物都是用來講解牠們與人類的關係，帶有人類中心主義的傾向。
《古蘭經》譴責人類虐待動物，特別是出自異教的迷信行為。撒旦被認為是導致人類虐畜的罪魁禍首：
除真主外，他們只祈禱女神，只祈禱無善的惡魔。願真主棄絕他！他說：「我必定要從你的僕人中佔有一定的數量，我必使他們迷誤，必使他們妄想，必命令他們割裂牲畜的耳朵，必命令他們變更真主的所造物。」——《古蘭經》4：117－119
《古蘭經》又稱萬物都讚頌真主，但人類不能理解他們的讚頌。在第6章第38節，《古蘭經》使用了烏瑪一詞來指動物的種屬。在其他的經文裡，這個詞語可指先知的追隨者或一個宗教社群裡的一個小團體。《古蘭經百科全書》指出這節經文「深含道德及生態學上的含義」。
在大地上行走的獸類和用兩翼飛翔的鳥類，都跟你們一樣，各有種族的——我在天經裡沒有遺漏任何事物；一切鳥獸，都要被集合在他們的主那裡——《古蘭經》6：38
《古蘭經》又在多處指示穆斯林禁食豬肉，因為豬肉是不潔的，但在為勢所迫或並非出於自願的情況下進食豬肉不被視為罪過。
《古蘭經》章節中提及的動物有螞蟻（27：18）、蜂（16：68）、駱駝（12：43）家牛（2：68）、烏鴉（5：31）、犬（7：176）、驢（2：259）、象（105：1）、魚（7：163）、飛蟲（22：73）、戴勝（27：20）、馬（3：14）、獅（74：51）、鶉（20：80）、蛇（7：107）、綿羊（6：143）、蜘蛛（29：41）、白蟻（34：14）、狼（12：13）等。

## 聖行
聖行是指穆罕默德的言行錄，記載了他的典範言語及行為。有關動物的聖訓內容包括穆罕默德對待動物的態度、他與動物之間的溝通、他對狩獵及屠宰的取態等。

### 動物的待遇
有記載指出穆罕默德禁止殘酷對待動物，不得囚禁及不必要地擊打動物、不得在動物的臉上烙印、不得讓動物對打取樂。在動物在生的時候，不能殘害牠們的身體，禁止活體解剖。穆斯林又反對密集式飼養家禽牲畜、宰殺牛犢獲取小牛肉及其他殘酷的畜牧活動。
有聖訓記載穆罕默德曾經說「凡憐憫雀鳥且不傷其生命者，真主將於審判之日慈悲以待」、「唯有悲憫其他眾生者，才能獲得真主的悲憫」。
根據阿伊莎及哈福賽轉述的聖訓，穆罕默德稱烏鴉、鳶、鼠、蠍子及瘋狗有害，受戒的穆斯林可以殺死牠們，但不准他們殺死斑馬、雀鳥等其他野生動物。

### 與動物的溝通
遜尼派及什葉派都有記錄穆罕默德曾經與駱駝、雀鳥及其他物種的動物進行溝通。遜尼派的記錄則間接地提到動物會開口說話，例如《布哈里聖訓實錄》裡提到：
阿布·胡萊賴傳述：使者說：「一個人騎著牛正在上路，牛調轉頭對說：『安拉造我不是為了騎乘，而是為了耕地。』」使者接著說：「我、阿布·伯克爾和歐麥爾都相信這個故事。」使者繼續說：「狼叼走了羊，牧人追了上來，狼說：『現在你要奪回羊，而到了牧人消失、野獸猖獗的時候，除了我，誰還能保護羊呢？』」敘述完了後，使者又說：「我、阿布·伯克爾和歐麥爾（也）相信這個故事。」另一傳述人阿布·賽萊邁說：「使者說這句話時，阿布·伯克爾和歐麥爾二人不在場。」
什葉派的記載則直接得多，提到穆罕默德及他的後裔傾聽動物的傾訴，並予以同情和理解，其中一個經典的聖訓敘述道：
有一天穆聖經過花園，看見一隻駱駝正在呻吟，當牠看到先知，淚水從眼睛流了出來，先知走近牠用手摸牠的耳背，駱駝很快安靜了下来，先知詢問誰是牠的主人，有一位原居住於麥地那的人走了出來，表明他是駱駝的主人，穆聖說：「難道你不害怕安拉嗎？牠在投訴你不喂牠食物，並且使牠過度勞累。」
《古蘭經》第27章（螞蟻章）提到所羅門與螞蟻及鳥類談話。什葉派認為伊瑪目不僅通曉所有人類的語言，他們還能理解動物的語言。

### 狩獵與屠宰
聖訓禁止娛樂性質的打獵活動，穆罕默德稱「誰沒有正當理由而殺死麻雀，安拉定會在復生日問責」。對於屠宰，相傳穆罕默德曾經說過「當你們殺戮時，當以至善的方式殺之。當你們宰牲時，當以至善的方式宰之。你們當磨利刀刃，讓被宰的牲畜安詳地死去」。

## 對特定動物的觀點

### 蠍子
在信奉伊斯蘭教的部落裡，蠍子被認為是與地獄有關的動物，被視為是惡魔及惡靈的化身。不過，根據交感巫術的說法，這種「地下生物」又是對抗其他邪惡力量的守護神。

### 鳥
伊斯蘭文學裡經常提及鳥，在蘇非派詩歌作品《百鳥朝鳳》裡敘述一群鳥類尋找國王的故事，牠們尋找國王的過程其實是一個隱喻，暗指尋求真主的靈魂之旅。什葉派的《辭章之道》收錄了阿里的講話，其中有一篇是讚美孔雀的演說。

### 駱駝
據稱穆罕默德的駱駝加斯瓦對他十分親和。根據聖訓，穆罕默德又曾經勸告一些在市集上把駱駝當成椅子坐着的人們，讓他們「要麼就騎乘牠們，要麼就讓牠們獨處」。

### 貓
貓在伊斯蘭教裡有特殊的地位。據稱穆罕默德十分愛護他所養的寵物貓米埃扎，以至「為了不打擾正在衣袖上睡覺的米埃扎而剪掉袖子」。

### 豬
豬肉是被禁止進食（哈拉姆）的食物，除了作為真主的旨意在《古蘭經》裡明確表明，豬的雜食性在阿拉伯世界廣為人知，牠們甚至會吃死人的屍體。在炎熱的氣候之下，牠們的肉很快就變得不能安全地食用，有時牠們攜帶的寄生蟲還可以轉移到人體上。接觸到豬的人需要用水潔淨，亦不得使用豬皮制成的皮革。

### 犬
歷史學家威廉·蒙哥馬利·瓦特指出穆罕默德的慈愛延展至動物之上，這在那個時代並不平凡。他舉例指出穆罕默德在征服麥加之前率軍遇到一隻帶着狗崽的母狗，他派人留守在這裡，確保牠們不受驚擾。另一方面，有聖訓記載穆罕默德曾經說過除非養狗是用於打獵及蓄牧，否則善功會因此而減少。不過，在阿布·胡萊賴轉述的兩則聖訓裡，先知向他的門徒講故事，故事裡提到有人向快要渴死的狗提供食水，拯救了牠的性命，他指出這是美德。其中一個故事提到一位男子給狗喝水而得到真主的恩賜，另一個故事提到一位妓女遇到一隻喘着氣、快要渴死的狗，於是用鞋汲水讓牠喝，因而獲得真主的赦免。
根據被穆斯林·伊本·哈加吉標示為真確的一則聖則，黑狗被視為是邪惡的動物化身，但據學者哈立德·阿布·法德勒所說，大部分學者都認為這只是「前伊斯蘭阿拉伯的神話」及「被錯誤地歸於先知的傳說」。
另有一則聖訓記載穆罕默德指示穆斯林不要買賣狗隻。
有些穆斯林法學家認為狗是不潔之物（納吉斯），但馬利基派的法學家不同意狗是不潔的主張。有伊斯蘭教令指狗隻應得到善待，否則應該釋放牠們。早期的伊斯蘭文學經常都把狗描述為擁有高尚的品格，如忠誠及自我犧牲的精神，但卻被暴君利用成為他們的打壓工具。
法德勒稱他「難以相信真主創造出這樣友善的生物，卻讓他的先知宣稱牠們是『不潔』的」，他認為這種對狗的仇視「更切合前伊斯蘭阿拉伯的習俗及態度」。此外，他又「從其中一個最可信的來源裡找到一則聖訓，指出穆罕默德曾經在他那隻頑皮活潑的狗在場的情況下禮拜」。

## 文化
在主流的穆斯林文化裡，動物的名稱通常可與人名通用。像阿薩德及蓋丹法（阿拉伯語裡的獅子）、希爾及阿斯蘭（波斯語及土耳其語裡的獅子）等穆斯林人名在穆斯林世界裡十分常見。帶有動物名字的著名穆斯林包括哈姆宰·伊本·阿卜杜勒-穆塔里布（真主的獅子）、阿布·胡萊賴（小貓之父）、阿卜杜勒-卡迪爾·吉拉尼（白隼）及塞危的拉爾·沙巴茲·甘蘭達爾（紅隼）。
伊斯蘭文學有很多有關動物的故事，大量的動物寓言故事使阿拉伯及波斯文學足以自豪。最著名的古印度寓言集五卷書在8世紀被伊本·穆格法翻譯成阿拉伯文，這部寓言集在歐洲亦有所聞。在12世紀，希哈卜丁·蘇哈拉瓦迪寫了許多動物的短篇故事。與此同時，阿塔爾在伊朗東北部撰寫了史詩作品《百鳥朝鳳》。
舞台設定在動物王國的諷刺寓言作品列那狐文集被視為受到其他傳說的影響，包括阿拉伯的《卡里來和笛木乃》。

## 批評
伊斯蘭教及猶太教的宗教屠宰方式（清真屠宰及司赫特）被一些英國動物福利機構批評不人道，對動物造成「巨大的痛苦」。據農場動物福利委員會主席朱迪·麥克阿瑟·克拉克所述，採用清真及猶太屠宰方式屠宰的家畜需要兩分鐘才會失血致死，她稱「這會使動物身上出現較大的創口，聲稱這樣不會致痛是荒謬的」。英國穆斯林協會的馬吉德·卡特米則回應稱「這是突然及快速的出血，血壓會迅速降低，腦部瞬間失血，動物不會有感受任何痛楚的時間」。
德國聯邦憲法法院在2002年裁定清真屠宰合法的時候引用了漢諾威獸醫學院的教授威廉·舒爾茨在1978年的研究稱「根據腦電圖的紀錄，牛及羊在不作抵抗的情況下按正統的宗教屠宰方式屠宰不會有痛感」。穆斯林及猶太人又辯稱傳統的英式屠宰令「動物有時會在完全清醒及有知覺的情況下癱瘓。與此相對，『清真屠宰』及『司赫特』所用的尖刀確保牠們不會感受到痛楚，它造成的傷口清脆俐落，失血會瞬間令牠們失去意識」。

### 引用
1. ↑  Black，Esmaeili & Hosen（2013年），第266页
2. 1 2 3  al-Dīn（2000年），第69页
3. 1 2  馬堅（1981年），第215页
4. ↑  馬堅（1981年），第77页
5. ↑  Foltz，Denny & Baharuddin（2003年），第273页
6. ↑  Shadid & Koningsveld（1995年），第80页
7. ↑  Raudvere（2014年），第196页
8. ↑  Raj，Griffin & Morpeth（2013年），第209页
9. ↑  馬堅（1981年），第105页
10. ↑  Manṣūr（1977年），第81页
11. ↑  Kuper（1988年），第84页
12. ↑  Smith & Haddad（2002年），第152-153页
13. 1 2  馬堅（1981年），第96页
14. ↑  McAuliffe（2005年），Animal life
15. ↑  Kaltner（2011年），第61-62页
16. ↑  Marie（2005年），第44页
17. ↑  馬堅（1981年），第70页
18. ↑  Marranci（2008年），第108页
19. ↑  McAuliffe（2005年），第371页，第一部
20. ↑  馬堅（1981年），第19、109页
21. ↑  Armstrong（2003年），第235页
22. ↑  Waldau & Patton（2009年），第152页
23. ↑  Khan（1971年），Volume 3，Book 29，Number 53-55
24. 1 2  Frembgen（2004年），第95-123页
25. ↑  Rassooli（2012年），第87页
26. 1 2  Foltz（2014年），The Hadiths
27. ↑  Foltz，Denny & Baharuddin（2003年），第147页
28. ↑  馬堅（1981年），第288页
29. ↑  Amir-Moezzi（1994年），第93页
30. ↑  Wright（2003年），第169页
31. ↑  Taylor（2008年），第860页
32. ↑  Heck（2013年），第51-52页
33. ↑  Waseem & Naqavi（1997年），第262页
34. 1 2  Reeves（2000年），第52页
35. ↑  Hewer & Anderson（2006年），第131页
36. ↑  Morgan（2010年），第62页
37. ↑  Watt（1961年），第229页
38. ↑  Ali（2002年），第588页
39. ↑  Swarup（2002年），第89页
40. ↑  Fadl（2001年），第321页
41. ↑  聯合新聞網. . 轉角國際 udn Global.   [2019-12-31]. （原始内容存档于2020-10-29） （中文（臺灣））.
42. 1 2  Schimmel（2003年），第2-4页
43. ↑  Sauer（2008年），第343页
44. ↑  Schulze等（1978年），第62-66页
45. ↑  Parsons（2013年），第69页

引自网页
1. ↑  Eardley, Nick. . BBC News. 2014-05-12  [12 April 2016]. （原始内容存档于2021-01-27） （英语）.
2. ↑  . Islamweb. 2004-01-12  [25 April 2016]. （原始内容存档于2019-09-21） （英语）.
3. 1 2 3  Fadl, Khaled Abou El. . Encyclopedia of Religion and Nature. Scholar of the House. 2004  [25 April 2016]. （原始内容存档于2021-02-02） （英语）.
4. ↑  Coren, Stanley. . Psychology Today. 2010-03-23  [25 April 2016] （英语）.
5. ↑  . Al-Islam. 1998-07-21  [25 April 2016]. （原始内容存档于2008-04-11） （英语）.
6. 1 2  Banderker, Ayoub M. . Islamic Concern.   [25 April 2016]. （原始内容存档于2016-07-22） （英语）.
7. ↑  Blackstock, Colin. . The Guardian. 2003-05-15  [27 April 2016]. （原始内容存档于2020-09-22） （英语）.
8. 1 2  . BBC News. 2003-06-10  [27 April 2016]. （原始内容存档于2010-08-07） （英语）.
9. ↑  . The Federal Constitutional Court.   [27 April 2016]. （原始内容存档于2019-10-08） （英语）.

## 外部連結
- （英文）伊斯蘭關懷 （页面存档备份，存于）－旨在加深伊斯蘭教對動物了解的一個網站
- （英文）支持學生支援犬隻的穆斯林團體
- （英文）美國阿拉伯裔穆斯林的偉大狗故事 （页面存档备份，存于）
- （英文）與憐憫動物有關的視頻 （页面存档备份，存于）－英國沃金沙賈汗清真寺伊瑪目哈菲茲·馬斯里
- （英文）伊斯蘭教判定安拉愛戴動物 （页面存档备份，存于）－胡斯尼·哈提卜·謝哈達
- （英文）動物與伊斯蘭教 （页面存档备份，存于）
- （英文）伊斯蘭教裡的動物 （页面存档备份，存于）－哈菲茲·馬斯里